# Odprto prvenstvo Francije 2014
Odprto prvenstvo Francije 2014 je sto trinajsti teniški turnir za Grand Slam, ki je med 25. majem in 8. junijem 2014 potekal v Parizu.

## Moški posamično
Rafael Nadal :  Novak Đoković, 3–6, 7–5, 6–2, 6–4

## Ženske posamično
Marija Šarapova :  Simona Halep, 6–4, 6–7(5–7), 6–4

## Moške dvojice
Julien Benneteau /  Édouard Roger-Vasselin :  Marcel Granollers /  Marc López, 6–3, 7–6(7–1)

## Ženske dvojice
Hsieh Su-wei /  Peng Šuai :  Sara Errani /  Roberta Vinci, 6–4, 6–1

## Mešane dvojice
Anna-Lena Grönefeld /  Jean-Julien Rojer :  Julia Görges /  Nenad Zimonjić, 4–6, 6–2, [10–7]